# 鉄道検定
鉄道検定（てつどうけんてい）は、日本国内の、鉄道関連の検定を一覧としたものである。

## 概要

### 鉄道旅行検定試験
JTB（日本交通公社）グループの旅行地理検定協会が1998年から行っていた検定試験で、現在は実施されていない。

### 時刻表検定試験
時刻表検定協会の主催で、1999年から2009年まで、15回開催し終了。

### 九州鉄道検定
九州の鉄道開業120周年を記念して、九州旅客鉄道（JR九州）が実施した九州の鉄道に関する歴史や、その沿線における歴史・観光・文化に関する検定試験。2級・3級はインターネット受験で2009年11月1日から2010年12月31日の期間内であればいつでも受験することができた。1級は期間中の2010年5月30日と同年10月31日にJR九州本社を会場として実施された。

### 鉄道テーマ検定
日本初の本格的な鉄道検定を目指し、開催回ごとに“テーマ”を設定した上で、事前に公式テキストブックを刊行し実施される。第1回のテーマは「新幹線」で、2012年5月13日に東京と、名古屋、大阪で開催。第2回（2012年12月16日）は「ブルートレインと現役寝台特急」、第3回（2014年3月9日）は「在来線特急」、第4回（2014年秋予定）は「新幹線」及び「在来線特急」のテーマとなる。第2回以降からは東京、名古屋、大阪、福岡と札幌で開催。公式テキストブックは、株式会社ネコ・パブリッシングより刊行される。また高校の鉄道研究会などから、4名のチームで鉄道テーマ検定に受験登録し、その合計点で全国順位を争う、全国高校鉄道研究会対抗選手権（鉄研甲子園）も同時開催される。

### 四国鉄道ぽっぽや検定
2007年から導入された、「地域鉄道検定」第二弾。実行委員会にはJR四国はもちろん、伊予鉄道、とさでん交通（発足当初は土佐電気鉄道）、高松琴平電気鉄道も参加している。

## ゲームソフト
2008年10月9日 - スパイクより、ニンテンドーDS用のソフトとし「鉄道検定DS」が発売された。国鉄からJR、私鉄までの5,000問の問題に答えるゲーム。内容も、車両、歴史、駅弁など多彩なジャンルに及んでいる。出題形式は、4択、8択、文字入力、画像4択、画像ペンタッチ、画像並びかえ、サウンド問題の7種類。